# Zjetybaj
Zjetybaj (ryska: Жетыбай) är en ort i Kazakstan. Den ligger i oblystet Mangghystau, i den västra delen av landet, 1 700 km sydväst om huvudstaden Astana. Zjetybaj ligger 144 meter över havet och antalet invånare är 11 731.
Terrängen runt Zjetybaj är mycket platt.  Trakten runt Zjetybaj är nära nog obefolkad, med mindre än två invånare per kvadratkilometer. Zjetybaj är det största samhället i trakten. Trakten runt Zjetybaj är ofruktbar med lite eller ingen växtlighet.